# Phaegorista
Phaegorista é um gênero de traça pertencente à família Arctiidae.